# Cassis flammea
Cassis flammea är en snäckart som först beskrevs av Carl von Linné 1758.  Cassis flammea ingår i släktet Cassis och familjen hjälmsnäckor. Inga underarter finns listade i Catalogue of Life.

## Bildgalleri

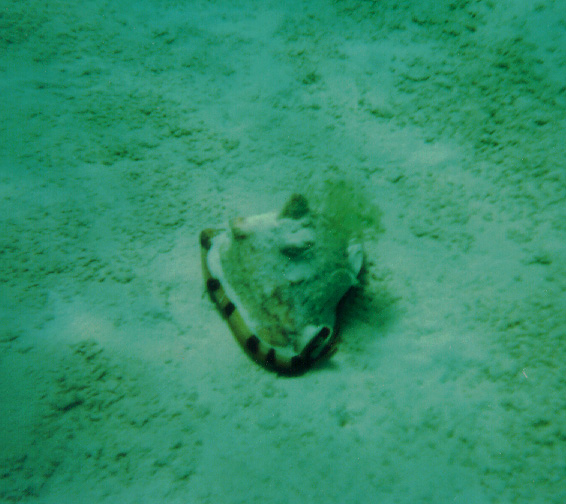